# Colonias de Cernícalo Primilla de Garrovillas
Colonias de Cernícalo Primilla de Garrovillas este o arie protejată (arie de protecție specială avifaunistică — SPA) din Spania întinsă pe o suprafață de 30,54 ha, integral pe uscat.

## Localizare
Centrul sitului Colonias de Cernícalo Primilla de Garrovillas este situat la coordonatele 39°42′47″N 6°32′57″W / 39.713056°N 6.549167°V.

## Înființare
Situl Colonias de Cernícalo Primilla de Garrovillas a fost declarat arie de protecție specială avifaunistică în decembrie 2004 pentru a proteja 2 specii de animale.

## Biodiversitate
Situată în ecoregiunea mediteraneană, aria protejată nu include niciun habitat protejat.
La baza desemnării sitului se află mai multe specii protejate de  păsări (2): barză albă (Ciconia ciconia), Falco naumanni.
Pe lângă speciile protejate, pe teritoriul sitului au mai fost identificate 2 specii de păsări, 1 specie de mamifere.